# Dedina Mládeže
Dedina Mládeže (in ungherese Ifjúságfalva) è un comune della Slovacchia facente parte del distretto di Komárno, nella regione di Nitra.